# Moritz Pasch
Moritz Pasch (Breslau, 1843. november 8. – Bad Homburg, 1930. szeptember 20.) német matematikus

## Tanulmányai
Moritz Pasch a Breslau-i Erzsébet Gimnáziumba járt, ahol 1860-ban végzett. Ezután a Breslaui Egyetemen először kémiát tanult, azonban hamarosan rájött, hogy inkább matematikából szeretne diplomát szerezni. Az egyetem alatt barátságot kötött egy másik kiváló matematikus hallgatóval, Jakob Rosanes-sel. Pasch tanárai között számos neves oktató volt, mint például Heinrich Schröter és Rudolf Lipschitz.
1865. augusztus 21-én nyerte el a doktori címet De duarum sectionem conicarum in circulos projectione című munkájáért. A témavezetője Schröter volt, és Pasch magát a munkát neki és a gimnáziumi matematika tanárának, Kambly-nak ajánlotta.

## Tanulmányai és kutatásai a doktori cím után
A doktori cím elnyerése után barátjával, Rosanes-szel a Berlini Egyetemre mentek tanulni, ahol olyan emberek voltak az oktatóik, mint Karl Weierstrass és Leopold Kronecker. Apja halála miatt egy időre felfüggesztette a habilitációért folytatott kutatásait, de később befejezte, és Zur Theorie der Komplexe und Kongruenzen von Geraden címen küldte el a Justus-Liebig Giesseni Egyetemnek 1870-ben. 1873 augusztusában rendkívüli professzorrá léptették elő, majd két évvel később megkapta a professzori címet, miután elutasított egy hasonló címre való kinevezést a Breslau-i Egyetemre.
1875-ben házasodott, 3 héttel a teljes jogú professzorrá való kinevezése után.
Jelentős kutatási eredményein túl adminisztratív tevékenységével is hozzájárult az egyetem működéséhez, különböző bizottságok tagjaként végzett áldozatos munkát.
1885-1886-ban a Giesseni Egyetem Filozófiai Karának dékánja, majd az intézmény rektora lett 1893-1894-ben. 1911. április 1-jén vonult nyugdíjba, de a tudományos tevékenységgel nem hagyott fel, még 80 évesen is jelentek meg publikációi. Ezek közé tartoznak a következők is:
- Der Ursprung des Zahlbegriffs
- Die natürliche Geometrie
- Über zentrische Kollineation

Természetesen az ő eredménye a nevét viselő Pasch-axióma is.

## Kitüntetései
Pasch-nak számos elismerésben volt része, mint például a tiszteletbeli diploma a Frankfurti Egyetemtől és Freiburgi Egyetemtől, melyet 80. születésnapja alkalmából adományoztak neki.
1930-ban, nyaralás közben, egy évvel lánya halála után hunyt el Bad Homburgban.